# Лангфанг
Лангфанг (廊坊) град је Кини у покрајини Хебеј. Према процени из 2009. у граду је живело 729.864 становника.

## Становништво
Према процени, у граду је 2009. живело 729.864 становника.
| 1990. | 2000.   | 2009    |
| ----- | ------- | ------- |
| …     | 689.929 | 729.864 |